# Svart fax
Termen svart fax syftar på en typ av sabotage där en eller flera helt svarta sidor skickas via fax till en mottagare som man vill skada. Avsändarens avsikt är att så mycket som möjligt av adressatens toner, bläck, värmekänsligt papper eller hårddiskutrymme skall konsumeras, för att på så sätt försvåra mottagarens användning av sin maskinella utrustning och/eller förorsaka denne kostnader (se också Denial of Service). Faxprotokollets komprimeringsteknik hjälper här till, eftersom en helt svart sida krymps till en minimal kodlängd; på så sätt kan ett mycket kort fax producera många sidor hos mottagaren.
Svarta fax har använts för att besvära institutioner eller myndigheter, för att hämnas på avsändare av skräpfax eller enbart som practical jokes. Å ena sidan har moderna, effektiva datasystem för hantering av fax minskat risken att dessa svarta sidor verkligen ställer till problem, å andra sidan har möjligheten att helt låta datorn hantera och sända fax, gjort det möjligt att snabbt skapa och sända hundratals sidor av hårt komprimerade fax. Den minskande användningen av fax generellt som kommunikationsmedia, torde dock göra denna typ av attacker mindre sannolika.